# Телени

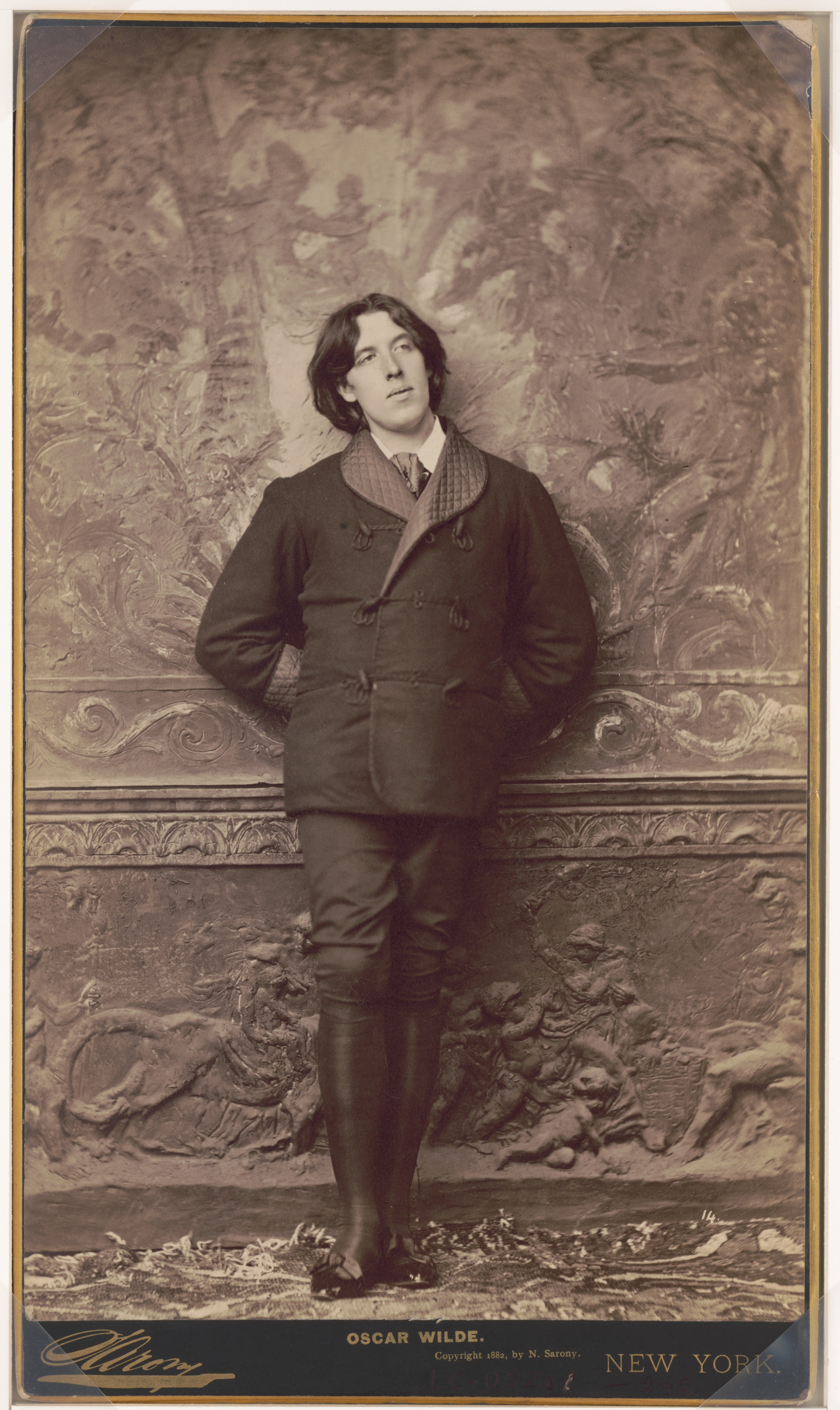
Оскар Уайльд

«Телени́, или Оборо́тная сторона медали» (англ. Teleny, or The Reverse of the Medal) — эротический роман на английском языке, впервые изданный анонимно в 1893 году в Лондоне.
Текст вызывает интерес во многом из-за споров о его авторстве, которое до сих пор не установлено. Предположительно, создавался группой молодых людей под общим руководством английского писателя-остроумца, главы европейского эстетизма Оскара Уайльда.

## Сюжет
Повествование начинается с того, как Камиль де Гриё (отсылка к имени главного героя «Истории кавалера де Гриё и Манон Леско») посещает с матерью благотворительный концерт. Пока он наблюдает, как Рене Телени, красивый иностранец, исполняет партию на фортепиано, его не отпускают странные гипнотические видения. Де Гриё восхищён молодым музыкантом, и между ними необъяснимо и часто налаживается сексуальная телепатическая связь. В этом ощущении сливаются любопытство, восторг и страсть.
Ещё до того, как начались их отношения, де Гриё знает, что Телени привлекателен для многих мужчин и женщин. Они встречаются и делятся своими догадками о природе их непостижимой связи. Вспыхивает страстный роман. Де Гриё терзается объектом своей любви (мужчиной) и тем, что привязан к нему физически, а потому пытается пробудить в себе искреннее сексуальное желание к домашней служанке. Однако опосредованно это становится причиной её смерти.
Потрясённый произошедшим, главный герой клянётся больше не подавлять своих чувств и с помощью Телени открывает для себя подпольное сексуальное общество, в котором мужчины предпочитают в качестве сексуальных партнёров мужчин. Их любовь проходит через испытания шантажом и эмоциональные переживания, и однажды Телени заявляет, что ему нужно на время уехать, потому что его якобы пригласили выступить на концерте. Думая, что Телени сейчас нет в городе, де Гриё приходит в квартиру своего возлюбленного, где застаёт его и свою мать в любовных ласках. Как выясняется, мать де Гриё предложила погасить денежные долги музыканта в обмен на сексуальные услуги. В ссоре оба расстаются.
Де Гриё едва не совершает самоубийство и попадает на некоторое время в больницу. Выписавшись, он тотчас же идёт домой к Телени, однако тот, раскаиваясь, уже вонзил кинжал себе в грудь и истекает кровью. Де Гриё его прощает. Они заново клянутся в своей взаимной любви, и Телени умирает.

## История публикации
В 1889 году француз Чарльз Хирш (Charles Hirsch) перебрался в Лондон и открыл на Ковентри-стрит книжную лавку «Hirsch Librairie Parisienne» («Парижская библиотека Хирша»). Он много лет с успехом торговал французскими и нидерландскими изданиями, как правило, — эротического и порнографического содержания.
Оскар Уайльд был его постоянным клиентом. Он приобрёл у него несколько французских книг гомосексуального содержания, но был разочарован их низким литературным качеством.
В 1890 году Уайльд принёс Хиршу пакет с просьбой отдать его человеку, который предъявит визитную карточку Уайльда. Через некоторое время посылку забрали, но потом вернули с теми же словами. Это повторилось трижды, пока Хирш, набравшись смелости, не нарушил инструкции и не вскрыл пакет. Там он обнаружил рукопись, написанную, по его позднейшим словам, разными почерками. Это и стало причиной версии, согласно которой книга писалась сообществом друзей Уайльда. Личный вклад самого Уайльда, вероятно, имел место, но точно не установлен.
В 1893 году рукопись попала в руки другого издателя эротики, Леонарда Смайзерса (1861—1907), который и опубликовал роман ограниченным тиражом в 200 экземпляров со значительными правками, в том числе с пропуском введения и изменением места действия: вместо Лондона действие романа происходило в Париже.
Издатель книги, Леонард Смайзерс, писал в рекламном проспекте для избранного круга подписчиков:
Эта вещь, без сомнения, самый сильный и умно написанный эротический роман, который только выходил по-английски в последние годы. Ее автор — человек большого воображения — придумал захватывающую историю, основанную в известной степени на теме, трактованной недавно умершим известным литератором, — теме урнингов, или мужской любви. Это весьма неординарная история страсти; даже давая нам сцены, превосходящие по свободе самые дикие фантазии, автор своей культурой стиля вносит дополнительную пикантность и терпкость в повествование. …Это книга, которая станет первой в своем ряду, она даст новый импульс всей английской литературе о любви.
Существенно позже, в 1934 году, Хирш опубликует французскую версию, но восстановив в качестве места действия романа Лондон, а не Париж.
Издание в мягкой обложке от Icon Books вышло в 1966 году. Эта версия была запрещена к продаже из-за действующих в то время законов о непристойности. Во введении к этому изданию читателям рекомендуется, что, если они хотят увидеть полный текст, они могут ознакомиться с ним в Британском музее, где копия хранится в так называемом «приватном разделе» («Private Case»).
В 1986 году книга была опубликована в Лондоне издательством «Gay Men’s Press» в серии «Современная гей-классика». «Вордсворт» опубликовал его в 1995 году в своей серии Erotica. Последнее издание, отредактированное Амандой Мордавски Калеб, было опубликовано Valancourt Books в 2010 году.

## Русские переводы
Роман переведён на русский язык А. Мурыгиной и Н. Горной. Имеется также перевод Марины Литвак (под ред. И. Париной).